# 奧爾維爾 (密蘇里州)
奧爾維爾（英語：Aullville）是位於美國密蘇里州拉法葉縣的村。

## 人口
根據2020年美國人口普查的數據，奧爾維爾的面積為0.69平方千米，皆為陸地。當地共有人口77人，而人口密度為每平方千米112人。